# Potiaxixa
Potiaxixa är ett släkte av skalbaggar. Potiaxixa ingår i familjen långhorningar.
Kladogram enligt Catalogue of Life:
| Potiaxixa | \| \| Potiaxixa gounellei \| \| \| \| \| \| Potiaxixa intermedia \| \| \| \| \| \| Potiaxixa longipennis \| \| \| \| |
|           | \| \| Potiaxixa gounellei \| \| \| \| \| \| Potiaxixa intermedia \| \| \| \| \| \| Potiaxixa longipennis \| \| \| \| |
|           | Potiaxixa gounellei                                                                                                  |
|           | |
|           | Potiaxixa intermedia                                                                                                 |
|           | |
|           | Potiaxixa longipennis                                                                                                |
|           | |